# Terugslagventiel

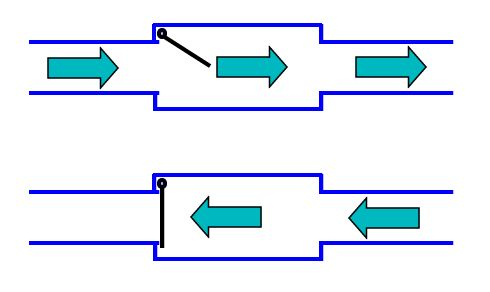
Principe van de terugslagklep

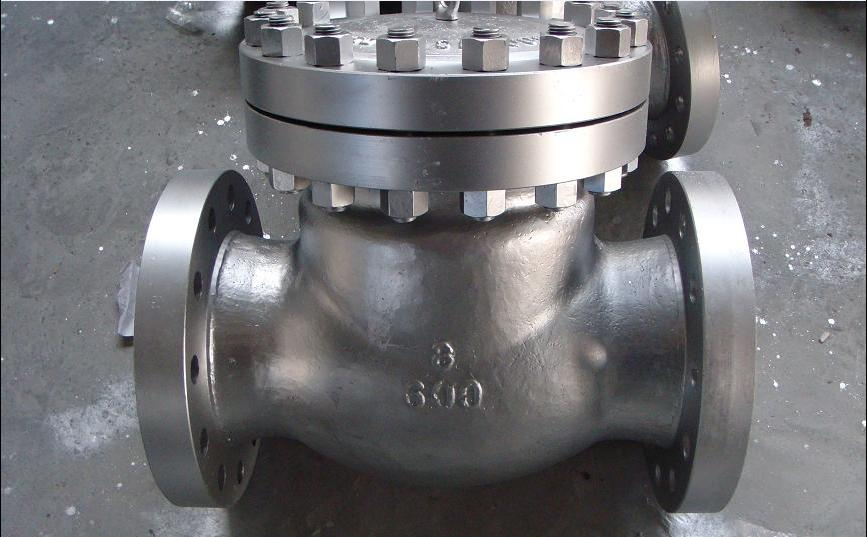
Terugslagklep.

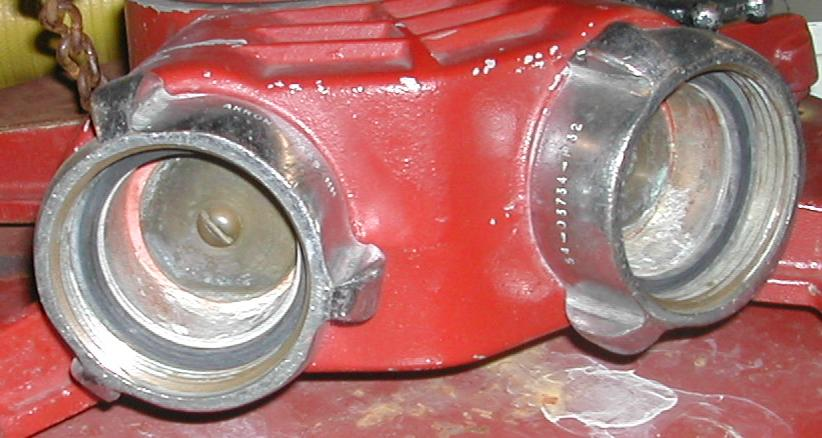
Dubbele terugslagklep van een waterkanon

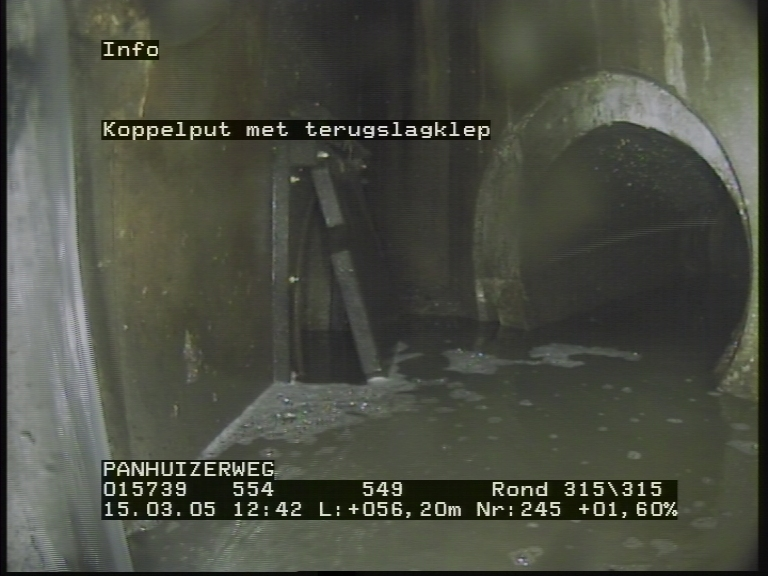
Een terugslagklep in een rioolstelsel.

Een terugslagventiel, terugstroombeveiliger, terugslagklep of keerklep, is een ventiel dat wordt gebruikt om water, vloeistof, granulaat, poeder of gas in één richting door te laten. Meestal duwt het medium de klep bij het heenstromen open en sluit een veer of de zwaartekracht de klep. In andere gevallen duwt het medium bij het terugstromen de klep zelf dicht. Het onderscheid ligt in de uitvoering en de toepassing. Terugslagventielen zijn te vinden in bijvoorbeeld de pomp en de luchtbanden voor fietsen (zie fietsventiel), luchtbedden of auto's. In de hydrauliek komen al dan niet gestuurde terugslagkleppen veelvuldig voor.
In de bloedvaten van het lichaam vindt men ook een soort terugslagkleppen. Zij zorgen ervoor dat het bloed in één richting blijft stromen. Hartkleppen hebben ook die functie. Een diode is een elektronische analogie van een keerklep.

## Riolering
In rioolstelsels komen terugslagkleppen voor om te voorkomen dat vuil water in een regenwaterriool terecht kan komen maar stroming andersom wel mogelijk is. Een terugstroombeveiliger kan bij een riooloverstort toegepast worden om te voorkomen dat slootwater het riool in kan stromen als het waterpeil te hoog oploopt.
Een rioolterugslagklep bestaat uit een plaat met bovenaan een scharnier en is vaak van polyetheen en/of roestvast staal gemaakt om aantasting door het relatief zure milieu te voorkomen. Sommige terugslagkleppen zijn onder een flauwe hoek gemonteerd om zeker te zijn dat de klep dichtvalt onder de zwaartekracht. Terugslagkleppen in een riool moeten regelmatig gecontroleerd worden omdat vuil tussen de klep en de aanslag kan komen waardoor de klep niet meer dicht kan slaan.

## Pomp
Een wat andere toepassing van een terugslagklep is die in een handmatig bediende waterpomp. Vroeger waren deze op dorpspleinen te vinden. Deze waterpompen blinken uit door de eenvoud van de constructie. Kleppen en andere onderdelen zijn eenvoudig te maken en te onderhouden. Om deze reden vinden deze pompen toepassing op de dorpspleinen in ontwikkelingslanden.

### Werking
Eén klep wordt gebruikt als onderdeel van de aanvoerbuis van de pomp, en óók een als onderdeel van het zuigergedeelte. In de aanvoerbuis is een paddenstoelvormig stuk metaal (de klep) geplaatst welke tijdens de opgaande beweging van de zuiger door de onderdruk wordt opgetild, waardoor het water door de onderdruk naar boven wordt gezogen en in het pomphuis loopt. Zodra de zuiger naar beneden beweegt ontstaat een overdruk en wordt de klep in de aanvoerbuis gesloten, maar opent de klep in de zuiger. Het water verplaatst zich dan middels deze tweede klep in de zuiger naar de bovenzijde van de zuiger, en vandaar naar buiten.

## Beveiliging
Bij vrijwel alle apparaten die rechtstreeks zijn aangesloten op een waterleidingnet, o.a. wasmachines, vaatwassers, brandslanghaspels en koffiemachines, behoort een keerklep te zitten. De keerklep zorgt ervoor dat het verontreinigd water wat gebruikt wordt door het apparaat niet terug kan stromen in de waterleiding. Met een keerklep kan er bijvoorbeeld geen verontreinigd water van de vaatwasser in een koffieapparaat stromen.
Keerkleppen dienen daarom regelmatig gecontroleerd te worden.
Het voorkomen van verontreiniging in de waterleiding is voor een collectief waterleidingsysteem een van de verplichtingen volgens de zorgplicht, beschreven in de waterwerkbladen 1.4G.
Middels oktober 2010 heeft het ministerie van VROM een nieuwe inspectierichtlijn uitgebracht. Deze richtlijn wordt door VROM Inspectie en de drinkwaterbedrijven gebruikt om drinkwaterinstallaties te beoordelen.